# 10-Game

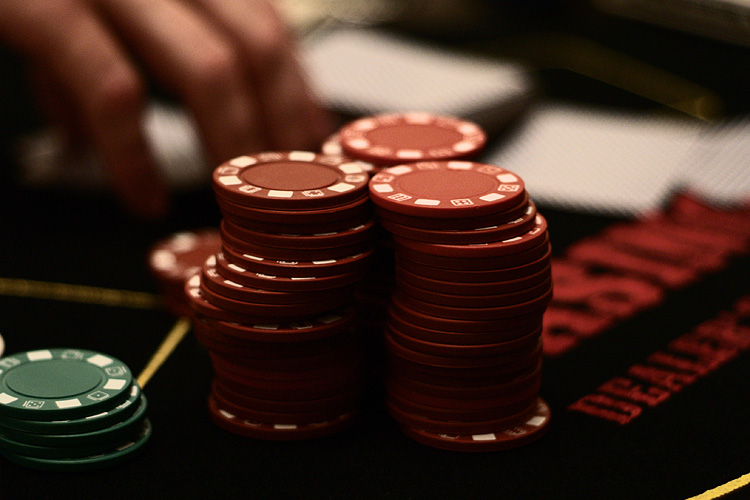
Pokerchips

10-Game of 10-Game Mix is een pokerspel dat bestaat uit een verzameling van tien officieel erkende pokervarianten.
- Limit Texas Hold 'em
- Limit 7 Card Stud Eight or Better
- Pot Limit Omaha
- Limit 2-7 Triple Draw
- Razz
- No Limit Hold 'em
- Limit Omaha High/Low
- Limit 7 Card Stud
- No Limit 2-7 Single Draw
- Limit Badugi

(Eight or better is een andere naam voor High/Low)
10-Game wijkt (net als 8-Game) af van andere mix-spellen (zoals H.O.R.S.E., H.O.S.E. en S.H.O.E.) in het gegeven dat het ook No Limit- (waarin een speler op elk moment al zijn fiches mag inzetten) en Pot Limit-spellen (waarin een speler maximuminzetten mag doen ter grootte van de pot op dat moment) bevat. De onderdelen in gemengde spellen als H.O.R.S.E. en aanverwanten zijn allemaal Limit (waarin een speler altijd gebonden is aan een maximaal aantal fiches dat hij per beurt mag inzetten). 10-Game is tevens de eerste spellenmix waarin Badugi is opgenomen.

## Spelverloop
Deelnemers aan een 10-Game-toernooi beginnen met het spelen van Limit Hold 'em om vervolgens alle tien de inbegrepen pokervarianten op volgorde te spelen. Deze verlopen telkens allemaal volgens de eigen regels van ieder spel. De spelvorm verandert telkens na een vaste hoeveelheid tijd in de vaste volgorde. Wanneer de speeltijd van het Limit Badugi-element verlopen is, gaat het toernooi weer verder met Limit Hold 'em. Deze cirkel blijft zich herhalen tot er een winnaar is. Die kan op ieder moment direct bekend worden, met welke van de tien spellen het toernooi op dat moment dan ook bezig is.

## Varianten
10-Game is een uitbreiding van 8-Game, wat weer een variant is op (of uitbreiding van) H.O.R.S.E., met meer spellen. 

## World Series of Poker
Er werd in 2011 voor het eerst een 10-Game-toernooi opgenomen in het programma van de World Series of Poker (WSOP). Het $2.500 10-Game Mix Six Handed-kampioenschap werd als 29e (van 58) evenementen ingepland op het schema van de World Series of Poker 2011.